# Вітка (притока Сороки)
Вітка — річка в Україні, у Городоцькому районі Хмельницької області. Ліва притока Сороки, (басейн Дністра).

## Опис
Довжина річки 10 км, площа басейну водозбору 38,3 км², найкоротша відстань між витоком і гирлом — 8,26 км, коефіцієнт звивистості річки — 1,21. Формується декількома безіменними струмками та загатами.

## Розташування
Бере початок на південному сході від села Тарасівки. Тече переважно на південний схід і у Турчинці впадає у річку Сороку, праву притоку Смотричу.
Населені пункти вздовж берегової смуги: Олександрівка, Підлісний Веселець.

## Цікавий факт
У XIX столітті у селі Турчинці на річці існував 1 вітряний млин.